# Nieul
Nieul är en kommun i departementet Haute-Vienne i regionen Nouvelle-Aquitaine i västra Frankrike. Kommunen ligger i kantonen Nieul som tillhör arrondissementet Limoges. År 2022 hade Nieul 1 594 invånare.

## Befolkningsutveckling
Antalet invånare i kommunen Nieul
| Referens: INSEE |